# Mischa Maisky
Pour les articles homonymes, voir Maisky.
 (août 2025).
Si vous disposez d'ouvrages ou d'articles de référence ou si vous connaissez des sites web de qualité traitant du thème abordé ici, merci de compléter l'article en donnant les références utiles à sa vérifiabilité et en les liant à la section « Notes et références ».
Mischa Maisky (en letton : Miša Maiskis) est un violoncelliste israélien d'origine lettonne, né à Riga (Lettonie alors rattachée à l'URSS) le 10 janvier 1948.

## Biographie
Issu d'une famille musicienne, il prend ses premières leçons de musique au conservatoire de sa ville natale avant d'entrer en 1962 au Conservatoire de Leningrad. L'année 1965 marque ses débuts avec l'orchestre philharmonique de cette même ville. En 1966, il obtient le 6e prix au Concours international Tchaïkovski puis il reçoit l'enseignement de Mstislav Rostropovitch au Conservatoire de Moscou. Doué, le jeune Maisky effectue déjà des concerts dans toute l'URSS. Mais, étant musicien et juif, c'est un suspect aux yeux des autorités politiques du pays qui l'enferment pendant dix-huit mois dans un camp de travail à Gorki en 1970, pour le simple motif d'avoir voulu s'acheter un magnétophone frauduleusement. Sa sœur, émigrée depuis déjà quelque temps en Israël, réussit à obtenir le soutien financier d'un mécène américain qui finance son « rachat » aux Soviétiques. 
C'est ainsi qu'en 1973, Maisky arrive en Israël. Les concerts reprennent et ses débuts américains ont lieu la même année à Carnegie Hall avec l'Orchestre symphonique de Pittsburgh sous la direction de William Steinberg. Apparemment impressionné par ce jeune virtuose, un Américain lui fait don d'un violoncelle Montagnana du XVIIIe siècle, devenu depuis son instrument de concert. Il reçoit également dans ce pays l'enseignement de cet autre violoncelliste de légende qu'est Gregor Piatigorsky.
S'ensuivent alors une brillante carrière de concertiste menée à travers le monde (Amérique du Nord, Europe, Australie, Japon) et des amitiés musicales avec d'autres instrumentistes reconnus : en 1975 Martha Argerich avec laquelle il forme depuis un duo célèbre, mais également Radu Lupu, Gidon Kremer, Yuri Bashmet qui sont devenus ses principaux partenaires de musique de chambre.
Son premier enregistrement voit le jour en 1982 chez Deutsche Grammophon : c'est le Double Concerto de Brahms avec Kremer et l'Orchestre philharmonique de Vienne sous la baguette de Bernstein. C'est le début d'une fructueuse collaboration avec le célèbre label discographique. Trois ans plus tard, Maisky signe son premier enregistrement de la véritable Bible du violoncelle, les Six Suites pour violoncelle seul de Bach (une deuxième version suivra en 1999).